# Pyhänkoski
Pyhänkoski är en by i Merijärvi i Norra Österbotten. I Pyhänkoski finns ett skidcentrum vid namn Ristivuori. Sevärdheter på orten är bland annat Pyhänkoski ungdomsföreningshus och Pyhänkoski bönehus, där bland annat Missionsstiftets församling Simeonin seurakunta samlas.
Genom Pyhänkoski går älven Pyhäjoki, där Pyhänkoski såg och kvarn fanns fram till 1940-talet. Pyhänkoski skola lades ner på 2000-talet.